# Gradina (Prijedor)
Gradina (szerbül: Градина), falu Bosznia-Hercegovinában, Bosanska krajina területén, Prijedor községben, a Szerb Köztársaságban. 

## Fekvése
Bosznia-Hercegovina északnyugati részén, Banja Lukától légvonalban 24, közúton 30 km-re nyugatra, községközpontjától légvonalban 20, közúton 31 km-re délkeletre, 160 – 250 méteres tengerszint feletti magasságban, a Gomjenica-folyótól nyugatra elterülő dombvidéken fekszik. Több településrészből áll.

## Népessége
| Nemzetiségi csoport | Népesség 1991 | Népesség 2013 |
| ------------------- | ------------- | ------------- |
| Szerb               | 724           | 505           |
| Bosnyák             | 0             | 0             |
| Horvát              | 2             | 1             |
| Jugoszláv           | 1             | 0             |
| Egyéb               | 3             | 2             |
| Összesen            | 730           | 508           |

## Története
Gradina ősi bányásztelepülés, nevét feltehetően a Gomjenica déli partján emelkedő, Gradine 179 méteres kis magaslatról kapta, melynek elnevezése általában ősi erődítmény ittlétére utal. A vasérc bányászata és vastermelése Ljubija térségében a vaskor legeleje óta, több mint kétezerötszáz éven át folyt. A föníciaiak aranyat és ezüstöt, majd vasat keresve a Földközi-tenger partja mentén minden ércekben gazdag területre eljutottak, és így érkeztek erre a vidékre is. Bányákat és kohókat építettek, amelyek technológiája ugyan primitív volt, de a kornak megfelelő szinvonalú. Munkaerőként a helyi lakosság szolgált. Az érceket rejtő területek erdőkben, vízfolyásokban is gazdagok voltak, mellettük pedig bányásztelepülések jöttek létre. Salaklerakódásokat és az ősi bányászat nyomait e vidék számos helyén megtalálták.
A település 1878-ig tartozott az Oszmán Birodalomhoz, ekkor a berlini kongresszus határozata alapján az Osztrák-Magyar Monarchia része lett. 1910-ben a Prijedori járáshoz tartozó településen 118 háztartást, 674 ortodox és 6 muszlim lakost találtak. 
Bosznia-Hercegovina 1878-as megszállása után az osztrák-magyar hatóságok a Bosznia-Hercegovinában található összes ásványkincset állami tulajdonnak nyilvánították. Nyomozómunkába kezdtek a készletek meghatározása és a kiaknázási lehetőségek vizsgálata érdekében. A szakértők közül kiemelkedett Dr. Kacer geológus, aki rámutatott a Ljubija térségében található jelentős mennyiségű vasércre és kiaknázásának előnyeire. Becslések szerint a készletek körülbelül 20 millió tonnát tettek ki, és a ljubljanai érc kevés káros szennyeződést tartalmazott, emiatt nagyon könnyen megolvad a kemencékben. Az első bányát 1916-ban nyitották meg az Osztrák-Magyar Monarchia háborús szükségletei miatt a Ljubija melletti Javorik-hegyen, így az 1916-os évet tekintik a vasérc ipari kitermelése kezdetének a térségben.
A monarchia szétesésével 1918-ban előbb a Szerb-Horvát-Szlovén Királyság, majd 1929-től a Jugoszláv Királyság része. 1921-ben a községnek 123 háztartása és 671 lakosa volt. Prijedor városától délnyugatra, délkeletre és keletre, 14-25 kilométeres távolságra három kiépített bánya található: „Ljubija”, „Tomašica” és „Omarska”. Gradina az omarskai bányához tartozik. A körülbelül 1200 km²-es érctartalmú terület, azaz a Szana-Una paleozoikum a Novi Grad – Prijedor – Bronz Maidan, a Sansko Most és a Budimlić Japra közötti területet foglalja magában. Ez a terület máig kevéssé kutatott, és további kutatások alapját képezi. 1992-ig a ljubijai bányák, köztük az omarskai vasércbánya, voltak a vasérc fő szállítói Jugoszlávia acéltermelő kapacitásához. Jugoszlávia megszállása után a falu a Független Horvát Állam (NDH) része lett. 
1945-től a település a szocialista Jugoszlávia része volt, 1963-ig Omarska községhez tartozott. A boszniai háború idején a település a Boszniai Szerb Köztársaság része volt. A daytoni békeszerződést követő területfelosztásnál a település Prijedor község részeként a Szerb Köztársaság területéhez került.

## Gazdaság
Gradina területe rendkívül gazdag ércben és vasban, és az elmúlt néhány évben a Szerb Köztársaságban, sőt azon túl is az egyik leghíresebb vasérc-kitermelő központtá vált. A Ljubija-Prijedor vasércbánya vállalat, amelynek épületei Ljubiában és Omarskában találhatók, a honvédő háború alatt (1991-1995) leállt, és 2005-ben kezdte újra működését, amikor a világ legnagyobb vasgyártója, az „Arcelor Mittal” megvásárolta. Gradinában két bánya található: a „Jezero” és a „Buvač”. A Jezerót részben már feltárták. 2008-ban megkezdődött a Buvač bányából származó érc kitermelése, melynek során átvágták az Omarska-B. Majdan regionális utat a gradinai Gomjenica folyó melletti szakaszon. Az útnak ez a része jelenleg is használatban van, mert új elkerülő szakasz épül. 2011 tavaszán Gradina és Omarska között új utat nyitottak.

## Nevezetességei
A Gradina-tó eredetét tekintve mesterséges tó. Ezt a tározót a bánya szükségleteire hozták létre és a Međeđa mesterséges gát építésével keletkezett. A gát földből és kőből készült, nincs megfelelően kiépítve, így a tó vízszintjénél alacsonyabban élő lakosság számára a gátszakadás állandó veszélyt jelent. A tó egykor ismert turisztikai célpont volt, amely a bányaműködés kezdetéig (2005) sok turistát vonzott a térségből. A bánya újraaktiválása után azonban megkezdődött a vasérc kimosása, és a mosásból származó, elhasznált vizet visszavezették a tóba, pontosabban a tó egyik végébe, amelyet a helyi lakosság Dakići néven ismert. Az egykori 150-200 fürdőzőhöz képest ma már csak a környékről kevesen, többnyire fiatalok látogatnak nyáron a tóhoz. A tó körülbelül 500 m széles és 70 m mély. A halállomány pontyból, amurból, harcsából, vörösszárnyú keszegből, bodorkából, lepényhalból, domolykóból, süllőből és másokból áll. A legnagyobb kifogott hal egy 50 kg-os harcsa volt.

## Fordítás
- Ez a szócikk részben vagy egészben  a(z)   Градина (Приједор) című szerb Wikipédia-szócikk ezen változatának fordításán alapul.  Az eredeti cikk szerkesztőit annak laptörténete sorolja fel. Ez a jelzés csupán a megfogalmazás eredetét és a szerzői jogokat jelzi, nem szolgál a cikkben szereplő információk forrásmegjelöléseként.